# Kfz-Kennzeichen (Honduras)

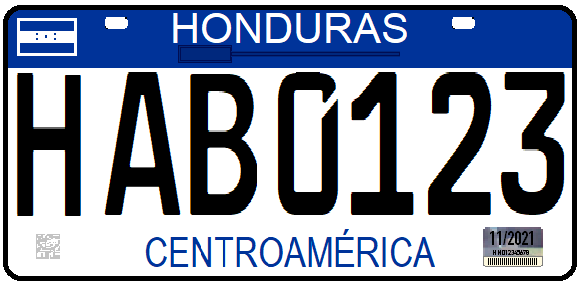
Kfz-Kennzeichen aus Honduras seit 2018

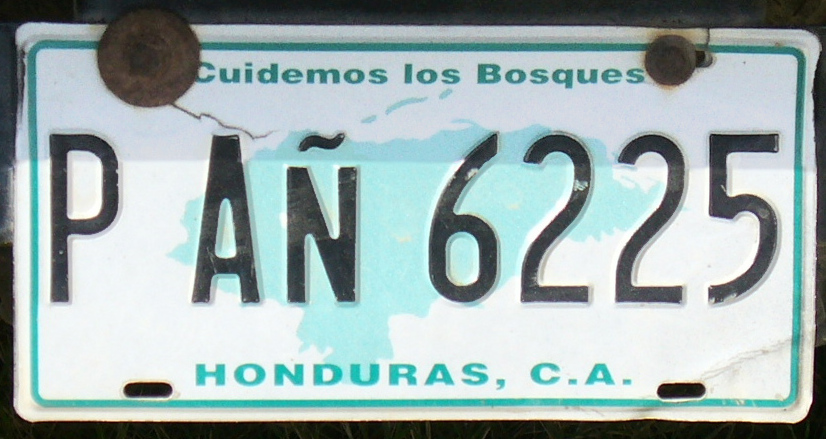
Kennzeichen ab 1999

Die aktuellen Kfz-Kennzeichen in Honduras wurden 1999 eingeführt und entsprechen in ihrer Form dem US-amerikanischen Standardmaß, wie es in den meisten Staaten Mittel- und Südamerikas genutzt wird. 
Die Nummernschilder besitzen einen weißen Untergrund und schwarze Aufschrift. Im Hintergrund befindet sich der Umriss des Landes, der wie auch der Rand des Schildes je nach Fahrzeugart eine andere Farbe aufweist. Die eigentliche Kombination besteht aus einem Buchstaben, der die Fahrzeugart näher definiert, zwei fortlaufenden Serienbuchstaben sowie einer vierstelligen Zahl. Über der Prägung zeigt jedes Schild den spanischsprachigen Slogan Cuidemos los Bosques (etwa: Kümmern wir uns um die Wälder), am unteren Rand befindet sich der Schriftzug HONDURAS, C.A., wobei C.A. für Centro América (Zentralamerika) steht. Auf honduranischen Kfz-Kennzeichen kann auch der spanische Buchstabe Ñ vorkommen. Die Schilder werden vom Secretaría de Obras Públicas, Transporte y Vivienda (SOPTRAVI) vergeben.
Kennzeichenarten:
| Verwendung                    | Format    | Farbe     |
| ----------------------------- | --------- | --------- |
| Privatfahrzeug                | P AB 1234 | grün      |
| kommerzielles Fahrzeug        | A AB 1234 | gelb      |
| Diplomatisches Korps          | CD 1234   |           |
| Konsularisches Korps          | CC 1234   |           |
| Internationale Organisationen | MI 1234   | dunkelrot |
| Regierungsfahrzeug            | N 12345   | blau      |
| Anhänger                      | R A 1234  |           |
| leichte Lkw                   | PP 12345  | rot       |